# Young Animal Arashi
Young Animal Arashi (ヤングアニマル嵐?, Yangu Animaru Arashi) era una rivista giapponese di manga per un pubblico seinen pubblicata da Hakusensha.

## Alcune serie pubblicate
- Masamune Shirow
  - Dominion
- Hikari Asada, Maru Asakura (disegni)
  - 14 Juicy
- Kanji Kawashima
  - Anko Bomb-a-Yeah!!
- Serika Himuro
  - Aoi no Yuuwaku
- Ichiro Sasaki, Kazuo Maekawa (disegni)
  - Crack Hound
- Takakazu Nagakubo, Tsuyoshi Masuda (disegni)
  - Ecchi no Kamisama!
  - Miyakuji Otoshi
- Katsu Aki
  - Futari Ecchi
- Fumihiro Hayashizaki
  - Gabumento
- Jun Fujishima
  - Ginburu Taiheiki
- Hitoshi Iwaaki
  - Heureka
- GoDo Art: TAGRO
  - Himawari Den!
- Rei Nakajima
  - Inumimi
  - Nurse witch Komugi-chan magikarte
- Yumi Unita
  - Kiki
- Kenjiro Kawatsu
  - Koibana Onsen
- Takeshi Matsumoto
  - Magical Strawberry
- Junya Takeuchi
  - Miko Shimai
- Maru Asakura
  - Mugen Shoujo
- Ryuta Amazume
  - Nana & Kaoru
- Shigemitsu Harada, Takahiro Seguchi (disegni)
  - Le mie palle - Proteggerò la mia terra?
- Tomohiro Takashima
  - Panda Zuke
- LINDA
  - Seki-la-la Kanojo
- Ryuta Amazume
  - Toshiue no Hito
- Hideaki Nishikawa
  - Shokugyo Koroshiya
  - Apocrypha Getter Robot Dash